# Фосфид галлия
Фосфи́д га́ллия (химическая формула GaP) — бинарное неорганическое химическое соединение галлия и фосфора. При нормальных условиях оранжево-жёлтые кристаллы.
Непрямозонный полупроводник из класса AIIIBV с шириной запрещённой зоны 2,27 эВ (при 300 К).
Используется для изготовления светодиодов зелёного, жёлтого и красного цветов излучения.

## Физические свойства

### Общие
При нормальных условиях жёлтые, немного оранжевые кристаллы или мелкокристаллический жёлтый порошок. Крупные нелегированные монокристаллы светло-оранжевые, после легировании приобретают более тёмный цвет.
Кристаллизуется в кубической структуре типа цинковой обманки. пространственная группа T2d-F-43m, постоянная решётки 0,5451 нм.
Температура плавления 1447 °C. При атмосферном давлении разлагается на элементы, не достигнув температуры кипения, при этом элементарный фосфор улетучивается в виде паров. Плотность 4,138 г/см3.
Не растворим в воде.

## Полупроводниковые и оптические свойства
Является непрямозонным полупроводником с шириной запрещённой зоны 2,27 эВ при 300 K. Подвижность электронов 250 см2/(В·с), подвижность дырок 75 см2/(В·с) при 300 K.
При легировании монокристаллов серой или теллуром приобретает электронный тип проводимости, легирование цинком придаёт дырочный тип проводимости.
Показатель преломления 4,3; 3,45; 3,18 для длин волн 262 нм (ультрафиолетовое излучение), 550nbsp;нм (зелёный свет) и 840 нм (ближний инфракрасный диапазон) соответственно, и выше, чем в большинстве оптических материалов, например, показатель преломления алмаза 2,4.

## Получение
Получают длительным нагреванием стехиометрических количеств галлия и фосфора в инертной атмосфере при повышенном давлении.
Крупные монокристаллы выращивают из расплава оксида бора при повышенном давлении (10—100 атм для исключения разложения на элементы при высокой температуре) в инертной атмосфере, обычно — в аргоне. Этот метод выращивания монокристаллов иногда называют жидкофазным методом Чохральского — представляющим собой развитие традиционного метода Чохральского, применяемого для выращивания крупных монокристаллов, например, кремния.

## Применение
Начиная с 1960-х годов используется для изготовления недорогих светодиодов. Недостаток этого материала — относительно быстрая деградация светового выхода при высоких плотностях протекающего тока и чувствительность к повышению температуры. Иногда используется в гетероструктурах совместно с арсенидом-фосфидом галлия.
Фосфид галлия также применяется в качестве оптического материала в оптических приборах.
Светодиоды, изготовленные из чистого фосфида галлия, излучают зелёный свет с максимумом на длине волны 555 нм, при легировании азотом максимум спектра излучения сдвигается в жёлтую часть видимого спектра (560 нм), легирование цинком ещё более сдвигает излучение в длинноволновую часть спектра (700 нм).
Так как фосфид галлия хорошо прозрачен для жёлтого света, светодиодные структуры из фосфида галлия на арсениде-фосфиде галлия более эффективны, чем структуры из фосфида галлия на арсениде галлия.